# 17720 Манубоччіні
17720 Манубоччіні (17720 Manuboccuni) — астероїд головного поясу, відкритий 7 грудня 1997 року.
Тіссеранів параметр щодо Юпітера — 3,584.